# Torre del Mangano
Torre del Mangano è una frazione del comune di Certosa di Pavia.

## Storia
Il toponimo «Torre del Mangano», indicato come appartenente al Barco Novo, risale al secolo XIV. Precedentemente la località era denominata Burgarum e solo nel corso del Trecento, dopo che la famiglia patrizia pavese dei Del Mangano fece fortificare con una torre (documentata dal 1302) il podere agricolo che possedevano nel luogo, prese l'attuale nome. Sempre nel corso del XIV secolo, i Del Mangano trasformarono la torre in un castello, menzionato la prima volta nel 1328. Torre del Mangano è il centro storico e la sede comunale di Certosa di Pavia, conta 3 303 abitanti.  Il toponimo fu sostituito dall'attuale nel 1929, al momento dell'annessione di Torriano e Borgarello.

## Monumenti e luoghi d'interesse
- Chiesa parrocchiale di San Michele Arcangelo. costruita nei primi anni del Settecento sul sito di una preesistente cappella. La parrocchia fu eretta nel Cinquecento[3].

## Società

### Evoluzione demografica
Abitanti censiti:
- 100 nel 1576
- 325 nel 1751
- 547 nel 1780
- 446 nel 1805
- 490 nel 1807
- 493 nel 1853
- 488 nel 1859
- 508 nel 1861
- 1 643 nel 1871
- 450 nel 1877
- 1 697 nel 1881
- 1 751 nel 1901
- 1 927 nel 1911
- 1 976 nel 1921
- 3 255 nel 2011
- 3 303 nel 2017

## Infrastrutture e trasporti
Fra il 1880 e il 1936 la località ospitò una fermata della Tranvia Milano-Pavia.